# Orțișoara
Orțișoara is een gemeente in het Roemeense district Timiș en ligt in de regio Banaat in het westen van Roemenië. De gemeente telt 3931 inwoners (2005).

## Geografie
De oppervlakte van Orțișoara bedraagt 145,63 km², de bevolkingsdichtheid is 27 inwoners per km².
De gemeente bestaat uit de volgende dorpen: Călacea, Cornești, Orțișoara, Seceani.

## Demografie
Van de 4085 inwoners in 2002 zijn 3787 Roemenen, 154 Hongaren, 57 Duitsers, 45 Roma's en 42 van andere etnische groepen.
Onderstaande figuur toont het verloop van het inwoneraantal vanaf 1880.

## Politiek
De burgemeester van Orțișoara is Aleodor Gheorghe Sobolu (PSD).

## Geschiedenis
In 1467 werd Orțișoara officieel erkend.
De historische Hongaarse en Duitse namen zijn respectievelijk Orczyfalva en Orzydorf.
Balinț · Banloc · Bara · Bârna · Beba Veche · Becicherecu Mic · Belinț · Bethausen · Biled · Birda · Bogda · Boldur · Brestovăț · Cărpiniș · Cenad · Cenei · Checea · Chevereșu Mare · Comloșu Mare · Coșteiu · Criciova · Curtea · Darova · Denta · Dudeștii Noi · Dudeștii Vechi · Dumbrava · Dumbrăvița · Fibiș · Fârdea · Foeni · Gavojdia · Ghilad · Ghiroda · Ghizela · Giarmata · Giera · Giroc · Giulvăz · Gottlob · Iecea Mare · Jamu Mare · Jebel · Lenauheim · Liebling · Lovrin · Margina · Mașloc · Mănăștiur · Moravița · Moșnița Nouă · Nădrag · Nițchidorf · Ohaba Lungă · Orțișoara · Parța · Pădureni · Peciu Nou · Periam · Pietroasa · Pișchia · Racovița · Remetea Mare · Sacoșu Turcesc · Saravale · Satchinez · Săcălaz · Secaș · Sânandrei · Sânmihaiu Român · Sânpetru Mare · Șag · Şandra · Știuca · Teremia Mare · Tomești · Tomnatic · Topolovățu Mare · Tormac · Traian Vuia · Uivar · Valcani · Variaș · Victor Vlad Delamarina · Voiteg